# David Wehle
David Wehle (* 1981 in Graz) ist ein österreichischer Schauspieler, Regisseur und Sänger.

## Leben und Werk
Wehle ist in Graz geboren und aufgewachsen. Er absolvierte ab 1992 das Akademische Gymnasium Graz, an dem er 2000 die Matura ablegte. Schauspiel studierte er von 2001 bis 2004 an der Hochschule für Darstellende Künste in Wien und absolvierte ein zusätzliches Schauspielstudium am HB Studio in New York. Er lebt in seiner Wahlheimat Hamburg.
2006 führte ihn sein erstes Engagement in Deutschland nach Stuttgart, wo er in dem Musical „Mamma mia“ zu sehen war. Nach seinem Umzug nach Hamburg war Wehle u. a. bei den Brüder-Grimm-Festspielen (Das Käthchen von Heilbronn), an der Komödie Kassel (Landeier, Machos auf Eis), sowie im Packhaustheater Bremen (Achtung Deutsch!, Campingfieber) und der Komödie Bielefeld (Rubbeldiekatz, Doch lieber Single) engagiert. Bei den Wetzlarer Festspielen stand er in der Originalproduktion von „Lotte - Das Musical“ als Albert auf der Bühne. Er spielte 44 Rollen in seinem Solo „Total voll“. 2018 spielte er „Gänsehaut“ in Hamburg und war im Ensemble der Burgfestspiele Jagsthausen (Hair, Götz von Berlichingen, Der bewegte Mann, Die drei Musketiere).
David Wehle ist auch als Regisseur tätig. So führte er bei den Erfolgskomödien „Trennung für Feiglinge“, „Piaf“ und „Landeier 2“ im Packhaustheater Bremen Regie. Wehle spielt Gitarre und Klavier. Seine Stimmlage ist hoher Bariton. Bei den Stücken „Doch lieber Single“, „Piaf“ & „Campingfieber!“ übernahm er auch die musikalische Leitung.

## Film
| Jahr | Titel                        | Sparte                                           | Regisseur*in      | Rolle                      |
| ---- | ---------------------------- | ------------------------------------------------ | ----------------- | -------------------------- |
| 2024 | Polizeiruf 110 - Tu es! (AT) | TV-Film (Reihe), NDR [de]                        | Max Gleschinski   | Thomas [TR]                |
| 2024 | Alles was zählt              | Daily Soap, RTL [de]                             | diverse           | Tobias Nebauer [NR]        |
| 2023 | Dein perfektes Jahr          | TV-Film, ZDF [de]                                | Luise Brinkmann   | Moritz Gross [TR]          |
| 2023 | P.I.E.T. - Kreativdock AG    | Serie                                            | Jörn Grosse       | David [DHR]                |
| 2023 | Malibu - Schwesterherzen     | TV-Film (Reihe), ZDF [de]                        | Luise Brinkmann   | Security Mann [TR]         |
| 2021 | Elbwacht (AT)                | Workshop-/Seminarproduktion                      | Sven Knüppel      | Otto [HR]                  |
| 2021 | Nord bei Nordwest - Der Ring | TV-Film (Reihe), ARD [de], Degeto [de], NDR [de] | Markus Imboden    | Richard Wippermann [TR]    |
| 2020 | Tod in ... Nordfriesland     | Doku (Reihe), ZDF [de]                           | Bernd Reufels     | Kommissar Marco Klein [HR] |
| 2020 | Weil der Himmel nicht wartet | Serienpilot                                      | Alina Yklymova    | Jonathan [NR]              |
| 2020 | Notruf Hafenkante            | TV-Serie, ZDF [de]                               | Verena S. Freytag | Mike Petersen [TR]         |

## Theater (Auswahl)
- 2018 Hair, R: Claude, Burgfestspiele Jagsthausen, Regie: Franz-Joseph Dieken
- 2018 Die Drei Musketiere, R: Aramis, Burgfestspiele Jagsthausen, Regie: Axel Schneider
- 2018 Der Bewegte Mann, R:Metzger, Burgfestspiele Jagsthausen, Regie: Harald Weiler
- 2018 Götz von Berlichingen, R: Sievers, Abt von Fulda u. a., Burgfestspiele Jagsthausen, Regie: Hansgünther Heyme
- 2018 Gänsehaut, R:Paul (im Original: Greg), Kleines Hoftheater Hamburg, Regie: Claudia Isbarn
- 2018 Campingfieber, R:Oswald „Junior“ Schlummermann, Packhaustheater Bremen, Regie: Oliver Geilhardt
- 2017 Doch lieber Single, R:Frank, Komödie Bielefeld, Regie: Jens Asche
- 2015–2017 Total Voll – Restlos Ausverkauft, R:Einpersonenstück, Theaterschiff Bremen, D-Tournee, Regie: Erik Voß
- 2016 Typisch Mann, R:Markus Moretti, Theaterschiff Bremen; Theaterschiff Bremen, Regie: Ralf Knapp
- 2015–2016 Rubbeldiekatz, R:Alex(andra) Honk, Komödie Bielefeld; Theaterschiff Bremen, Regie: Karsten Engelhardt
- 2015–2022 Lotte – Das Musical, R:Albert, Wetzlarer Festspiele, Regie: Christoph Drewitz
- 2014–2015 Machos auf Eis, R:DJ Sandro, Komödie Kassel, Regie: Dominik Paetzholdt
- 2014 Das Käthchen von Heilbronn, R:Maximilian Burggraf von Freiburg, Brüder Grimm Festspiele Hanau, Regie: Fank-Lorenz Engel
- 2013 Achtung Deutsch, R:Rudi Scheibler, Packhaus Theater, Regie: Karsten Engelhardt
- 2013 Landeier, R:Jan Jensen, Packhaus Theater, Regie: Dominik Paetzholdt
- 2012 Die Tagebücher von Adam und Eva – n. Mark Twain, Regie: Adam, Wetzlarer Festspiele, R: Christoph Drewitz
- 2012 End of the Rainbow, R: Mickey Deans, Theaterschiff Bremen/Lübeck, Regie: Craig Simmons
- 2010–2011 Eins auf die Fresse, R: Ratzenauer, Theater Sehnsucht Hamburg, Regie: Fred Buchalski
- 2008 Geheime Freunde, R: Joe Condello, Theater in der Basilika Hamburg, Regie: Inka Neubert
- 2007 Tom Sawer, R: Tom Sawyer, Tour D,O,I, Regie: Brigitta Thelen
- 2006 Mamma Mia, R: Ensemble, Cover: Sky, Palladium Theater Stuttgart, Regie: Franz-Joseph Dieken

## Regie (Auswahl)
- 2017 Piaf, Theaterschiff Bremen
- 2016 Landeier 2, Komödie Kassel
- 2015 Trennung für Feiglinge, Komödie von Clément Michel, Packhaustheater Bremen

## Privates
Wehle ist mit der Schauspielerin Andrea Gerhard liiert. Im Februar 2025 wurden sie gemeinsam Eltern eines Sohnes.